# 아나우악 소요사건
세금아나우악 소요사건(Anahuac Disturbances)은 1832년과 1835년 두 차례에 걸쳐, 텍사스 아나우악과 주변 지역에서 발생한 분쟁이다. 텍사스가 멕시코에서 탈퇴하고 텍사스 공화국을 건국하게 된 텍사스 혁명의 계기 중 하나가 되었다.
겔베스톤 만 북쪽 근처의 트리니티 강 동쪽에 위치한 아나우악은 멕시코와 루이지애나 사이에 걸친 교역로에 위치하고 있었다. 밀수를 단속하고 또한 연안 이주자에서 세금을 거두기 위해 1830년 이후 멕시코는 여기에 군대를 주둔시켰다. 이주민과 주둔군 장교 사이에 알력이 생겼다.

## 배경
멕시코가 스페인으로부터독립을 한 후, 미국에서 이민자가 합법화됐다. 미국이나 유럽에서 이민하여 텍사스에 정착하는 계약대행으로 엠프레사리오 제도가 있었지만, 텍사스로 이주하는 미국인의 수가 많아짐에 따라 멕시코 당국은 점차 미국이 멕시코를 합병하지 않을까 하는 걱정을 하게 되었다.
1830년 4월 6일, 멕시코 정부는 미국에서 텍사스로 이민을 제한하는 일련의 법률을 제정했다. 그 엠프레사리오에 의한 계약 중 끝나지 않은 것은 취소하고 또한 텍사스에 관세 사무소를 개설하고 관세 징수를 시작했다. 원래는 미국인이었던 멕시코 군 장교 후안 데이비스 브래드번이 겔버스턴 만에서 이 관세 사무소와 주둔군의 지휘관으로 임명되었다. 브래드번은 1830년 10월 트리니티 강 하구에 있는 30피트 절벽에 이 관세사무소 겸 주둔지를 건설했다. 이곳은 아나우악이라는 이름으로 알려지게 되었다.
브래드번은 임기내내 미움을 받았다. 그는 아나우악 근처에 사는 이주민에 대한 토지 불하를 반대했다. 멕시코의 1824년 헌법에서는 해안선에서 26마일 이내에 정착하는 것이 금지되어 있었지만, 신청된 대부분의 불하지는 이 범위 내에 있는 것이 그 이유였다. 궁극적으로 땅이 불하가 되었다 하더라도 이주민은 브래드번에게 증오심을 갖게 되었다.
1832년 1월, 브래드번은 자신의 관할 지역 내에서 멕시코에서 텍사스를 분리하고 싶어 하는 10명의 인물의 목록을 입수했다. 이후 모든 일이 미국의 텍사스 분리를 위한 음모라고 믿게 되었다. 1832년 6월 브래드번 휘하의 군인 두 명이 이주민 여성을 강간한 사건이 발생하자, 성난 정착민들은 피해자를 죽인 이웃을 린치 했다. 그들은 브래드번에게 가해 병사들에게 동일한 형벌을 주기 위하여 인계 요구했으나 이를 거절했다. 이 사건 이후, 정착민은 인디언의 습격으로부터 자신을 지키기 위해 민병대 조직을 만들었다. 멕시코 법률에 민병대는 금지되어 있었으므로, 브래드번은 주동자인 패트릭 잭을 체포했지만, 그 후 살해 협박을 받고 석방을 하게 된다.

## 제1차 소요사건(1832년)

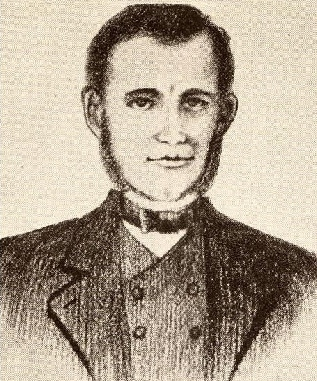
윌리엄 바렛 트래비스

이후에도 브래드번과 정착민 사이에 긴장이 고조되었다. 브래드번은 노예제도를 금지하는 멕시코 법률을 강하게 지지하고 있었기 때문에, 1831년 8월, 루이지애나에서 도망친 탈주노예 두 명을 보호했다. 노예 소유자는 반환을 요구하고, 법률 대리인으로서 현지 변호사 윌리엄 바렛 트래비스에게 의뢰했다. 브래드번은 1832년 5월, 브래드번은 겉표지에 친구의 명의로 된 편지를 받았는데, 루이지애나에서 100명의 무장 집단이 노예를 찾기 위해 온다는 경고 편지였다. 이 편지가 장난이라고 판명된 후 브래드번은 트래비스를 용의자로 체포하고, 반역 혐의로 군사 재판에 넘기기 위하여, 마타모로스에 보내려고 했다. 유죄가 확정되면 확실하게 사형을 받을 수 있는 범죄였다. 정착민들은 멕시코의 법률을 잘 몰랐기 때문에, 영장이나 혐의도 없이 체포되어, 배심원 재판도 이루어지지 않은 것에 분개했다. 대부분의 정착민들은 미국의 권리장전이 그들을 지켜주는 걸로 오해하고 있었다.
잭은 다시 브래드번을 협박하여 구속당했다. 그 다음 트래브스와 잭은 그들의 도피를 모의했다. 그들은 동료 조사관인 데이빗 G. 버넷에게 가는 편지를 은닉하려했고, 그 편지들은 텍시언이 그들을 도왔다는 것을 말하는 것이었다. 그러나 그 시도는 무장 인력의 부족으로 중단되었다. 브래드번은 그 편지들이 배달되기 전에 가로챘다.
처음에는 주민들이 가담하지 않았지만, 브래드번이 트래비스와 잭, 그리고 그들의 대리인에 증언조차 허용하지 않는다 것을 알고 놀라게 되었다. 잭의 형이 브래조리아에서 아나우악까지 행진할 무리를 조직했고 주변 마을에서 다른 사람들도 도착하기 시작했다. 브래조리아 의원 중 한 사람인 존 오스틴은 부라조스 주둔 부대를 이끌고 있었던 도밍고 우가르테체아 대령에게 상담했다. 우가르테체아는 오스틴이 투옥된 사람의 석방을 요구하는 것을 권했다.
브래드번 장교는 오스틴과 다른 사람들에 대해, 기소된 사람을 민간 기구에 인도하는 것은 법률로 금지되고 있다고 해명했다. 브래조리아의 사람들은 집으로 돌아갔다. 그들이 떠난 후, 멕시코 장교들은 말을 도난당한 것을 발견하게 된다. 그들은 지역 주민 두 사람을 절도 혐의로 체포를 한다. 이 체포 소식을 듣자마자 브래조리아 대표단은 다시 아나우악에 돌아왔다. 분노한 시민들과 함께 아나우악에서 몇 마일 위치에 캠프를 차리고, 프랭크 W 존슨을 지휘관으로 선출했다. 그들은 곧 텍시언들의 동정을 정찰하려던 19명의 멕시코 기병대를 억류했다.
6월 10일에는 아나우악 북쪽에 있는 건물을 점거했다. 브래드번은 무장 집단의 목표가 체포된 미국인의 석방에 그치지 않고, 전반적인 폭동으로 번질까 우려했다. 브래드번은 트래비스와 잭을 땅위에 묶고 총을 들이대며, 텍시언이 습격한다면 그들을 죽이겠다고 위협했다. 트래비스는 존슨에게 자신은 상관말고 습격을 하도록 촉구했다. 뒤이은 협상에서 텍사스 측은 트래비스 등 죄수와 텍시언이 포로로 잡고 있는 멕시코 병사의 교환을 요청했으나, 멕시코 측은 포로 교환 외에도 텍시언 폭도들이 터틀 베이유까지 물러나도록 조건을 제시했다. 협상의 결과로 대부분의 폭도가 아나우악을 떠났지만, 15 ~ 30명 정도가 흩어져 그 타운에 남아 있었다. 브래드번은 이것이 협정을 위반하는 것으로 생각했고, 2시간 이내 퇴거하지 않으면 발포하겠다고 경고했다. 대부분의 텍시언들은 브래드번 경고가 거짓말로 단순히 건물에서 나가라고 으르는 것일 뿐이라고 생각했다. 비록 텍시언은 몰랐지만, 그 건물 안에는 멕시코 군 보급물자인 무기와 탄약이 저장되어 있었다.

### 폭동
브래드번 경고를 듣고 아나우악 여자와 아이들은 마을에서 도망쳤다. 멕시코 병사는 즉시 남아 있던 사람에게 발포를 했고, 이 싸움에서 5명의 멕시코 병사와 1명의 텍시언이 죽었다. 이후 텍시언은 터틀 배이유에 모여 브래조리아에서 대포의 도착을 기다렸다.
6월 13일 텍시언은 《터틀 배이유 결의문》을 채택했다. 이 문서에는 그들은 연방주의자(federalist)이며, 멕시코의 안토니오 산타 안나 장군을 지지한다고 말하고, 민정에 상관없이 군대에 의해 체제를 유지하려고 하는 현 정부를 비난했다. 텍시언이 무기의 도착을 기다리는 동안, 브래드번은 200마일 북쪽 나케도체스에 있는 피에드라스 대령과 300마일 서쪽 샌안토니오에 있는 에로스아 대령에게 원군을 요청했다. 6월 19일에는 피에드라스 대령이 100명 정도의 병력을 데리고 출발했다.
존 오스틴 일행들은 대포를 가지고 오기 위해 브래조리아로 돌아갔다. 6월 20일 그는 주민들을 모아 중앙집권 정부에 반대한다는 투표를 했다. 오스틴은 반중앙집권 운동에 우가르테체아 대령을 초대다가 거절했당기 때문에 6월 26일 우가르테체아가 있는 요새를 공격했다. 이 작전은 벨라스코 전투로 알려졌으며, 다음날 아침에는 모든 무기를 남겨두고 마타모로스로 돌아간다는 조건 하에 우가르테체아 군은 항복을 했다.
피에드라스가 아나우악에서 30 마일 정도의 지점에 도달했을 때, 그는 존슨에 사절을 보냈다. 존슨은 그 사절에게 브래드번에 대한 불만과 불평을 목록을 전달했다. 피에드라스가 충돌의 해결을 모색하고 아래에 항에 합의를 했다.
- 자유 마을 자치를 위한 회의(ayutamiento)을 재건
- 아나우악에 잡혀있는 민간인을 민정 당국에 인도
- 브래드번을 해임하고 후임을 지명

6월 28일 이것을 텍사스 측이 수락했고, 7월 1일 피에드라스 부대는 아나우악에 입성했다.

### 여파
브래드번의 후임으로 지명된 펠릭스 마리아 수바런 중령은 지명을 거부했기 때문에, 피에드라스가 임시 지휘관을 맡았다. 7월 2일에는 구속된 텍시언들의 신병을 민정 당국에 인도했다. 그 후 1주일 이내에 전원이 불기소되어 풀려났다. 7월 8일 피에드라스가 나코그도체스로 돌아갈 즈음, 세 번째 서열인 코르티나 중위를 지휘관으로 임명했다. 피에드라스가 떠난 3일 후 아나우악 부대의 대부분은 자신들이 연방주의자임을 선언했다. 병사들은 연일 취해 있었으며, 코르티나의 명령을 듣지 않게 되었기 때문에, 브래드번에게 지휘관에 복귀하라고 요청했지만, 브래드번은 이를 거절했고, 대신 수바런이 지휘할 것을 조언했다.
브래드번 암살 계획은 사전에 드러나 무산되었지만, 이를 계기로 그는 텍사스를 떠나기로 결정했다. 그러나 그 지역 배의 어떤 선장도 그를 태우는 것을 거부했다. 7월 13일에는 수바런은 중앙집권 정부를 지지하는 어떤 관리의 안전도 보장해주지 않을 것이라고 발표했다. 그날 밤 브래드번은 가이드를 고용하여 걸어서 도보로 루이지애나를 향해 출발했다. 다른 관리들은 동정적인 지역민들에게 안식처를 찾았다.
브래드번의 역할에 대해 훗날 역사학자에 의해 논의가 이루어지고 있다. 윌리엄 C. 데이비스는 "브래드번이 과도한 제제로 단순한 시골 불량배 두 사람을 영웅으로 만들었다"고 말했다. 결과로 탄생한 터틀 배이유 결의안은 다른 텍시언들이 비슷한 과정을 따르도록 했다.
피에드라스가 나코고도체스로 돌아왔을 때, 시민들이 민병대를 만들고 있다는 것을 알고, 민정 의회에 이것을 해체하도록 요구했지만 거부했다. 오히려 민정 의회는 스스로의 민병대를 갖출 것이라고 선언했다. 8월 1일, 이 복합 민병대는 피에드라스에게 연방주의자의 반란을 지원할 것을 맹세라고 명령했다. 피에드라스가 거부하자 공격을 받았다. 며칠 후 그들은 페에드라스와 그 부하들을 감금하고, 연방주의자가 되도록 설득했다. 군인들의 항복과 멕시코 내부로 철수로, 텍사스 동부에는 멕시코 군대가 전무했다. 이제 정착민들은 점점 정치 활동을 늘려나갔다. 바로 1832년 회담이 결성되어 텍시언이 결속하여 같은 목표를 향하게 되었다.

## 제2차 소요사건(1835년)
두 번째 분쟁은 1835년 6월 말 일어났으며, 또다시 관세 문제를 둘러싸고 발생했다. 지역 상인이자 소형 선박의 선장인 앤드류 브리스코우는 모든 항구에서 세금이 동일하게 부과되지 않는 것에 불만이 있었다. 그는 의도적으로 새 정부의 지휘관 안토니오 테노리오 대위를 시험하려고하고, 그의 배를 무거운 짐을 나르고 있는 것처럼 보이게 했다. 생각대로 당국자의 일부가 배를 알아냈다. 사실, 그는 단순히 모래만 싣고 있었을 뿐이었다. 테노리오는 격노하여 브리스코우과 그의 동료 데윗 클린턴 해리스를 체포했다. 해리스와 브리스코우를 연행하던 병사는 발포까지 하여 텍시언 젊은이, 윌리엄 스미스를 부상시켰다.
트래비스는 이후 큰 역할을 하게 되었다. 두 사람의 체포 소식은 산 펠리페 데 오스틴 마을에 퍼졌고, 사람들의 분노를 샀다. 정치 지도자인 피터 밀러는 이 사건에 대해 트래비스에게 위탁하여 민병대를 조직하게 했다. 트래비스는 민병대를 모았고, 해리스 버그에 정박하고 있던 선박 오하이오 호를 징발하여, 대포를 싣고 아나우악으로 출항했다. 25명으로 구성된 부대는 즉시 40명 정도의 멕시코 군 부대를 항복시키고 무장을 해제하고, 잡혀 있던 두 사람의 텍시언을 석방하고, 부대를 쫓아냈다.
하지만 트래비스는 행위는 지역 사회의 폭넓은 지지를 받지 못했기 때문에, 당시 멕시코시티에 있던 스티븐 오스틴을 위험에 빠뜨리지 않기 위하여, 결국 사과를 했다. 오스틴은 멕시코 국경에 정착할 이민을 장려, 감독하고, 스페인(후에 멕시코) 정부와 계약을 맺은 가장 유명한 엠프레사리오였다. 그 여름의 끝 무렵, 멕시코 군 당국은 군사법정에서 트래비스를 재판하기 위해 신병 인도를 요구했지만, 정착민들은 이에 반대했다.
트래비스는 다음 해 알라모 전투에서 사망했다. 텍사스 공화국 국무장관을 단시간 맡은 오스틴은 텍사스의 중요한 역사적인 인물이 되었다.

## 같이 보기
- 텍사스 혁명

## 관련 자료
- House, Boyce (July 1960), "An Incident at Velasco, 1832", Southwestern Historical Quarterly 64 (1)